# Rio Paciência
Pour les articles homonymes, voir Paciência.
Le rio Paciência est un cours d'eau brésilien de l'État de Santa Catarina.